# Aït Mouhli
 (janvier 2020).
Si vous disposez d'ouvrages ou d'articles de référence ou si vous connaissez des sites web de qualité traitant du thème abordé ici, merci de compléter l'article en donnant les références utiles à sa vérifiabilité et en les liant à la section « Notes et références ».
Beni Mouhli ou Aït Mouhli (en kabyle: At Muhli; en arabe: بنى موحلي ) est une commune de la wilaya de Sétif en Algérie.

## Géographie
Ait Mouhli est situé à 55 km de Bejaia la grande ville la plus proche, et à 105 km du chef-lieu de la wilaya,Sétif. Cette région montagneuse dont le pic d'ighil n w-Uvdir s'élève à plus de 1100m d'altitude, est un des chainons du Mont Babor qui ceinture la Kabylie Orientale par le Sud. Ait Mouhli est limité naturellement, côté sud, par l'Asif n Bussellam et, au nord, elle est limitrophe de la wilaya de Béjaia. A l'Est se trouve le Aarc (commune) de Bousselam et Ivervacen (Barbacha) et à l'Ouest, le Arch (commune) des Beni Maouche.
Le Aarc (Arch en transcription française) d'Ait Mouhli, est une fédération de quelques villages kabyles. Il en compte dix, à savoir, Ahfir sidi bouazza, Ahfir, Taghourfett, Taddart ouguemmat, Ticci, Hidus, Ait Lextal, Qentija, Agemmun, Agni n Fughal, Amezzug et Busaada et le chef lieu de la commune, Letnayen.
| Ferraoun (Béjaïa)    | Ferraoun (Béjaïa) | Barbacha (Béjaïa)        |
| Aït Maouche (Béjaïa) | Beni Mouhli       | Bousselam                |
| Aït Maouche (Béjaïa) | Beni Chebana      | Beni Chebana • Bousselam |

## Histoire
Le Aarc (Arch) d'Ait Mouhli est constitué depuis plusieurs siècles et a connu un apport de populations avec l'invasion française de la vallée de la Soummam dans les années 1860-1870. La mémoire collective garde le souvenir d'un temps ou les habitants de cette région devaient défricher des terres boisées abruptes pour pouvoir semer et survivre.
Le statut de commune algérienne pour le Aarc d'Ait Mouhli est institué en 1985. La Aarc d'Ait Mouhli faisait partie, auparavant, de la commune de Beni Chebana, Daïra d'Akbou,wilaya de Bejaia.

### Transports
Localité de transit, Ait Muhli, est un axe de passage important dans le sens Est-Ouest: Akbou et Bouaandas-Setif et Sud -Nord: Ait Urtilan-Vgayet (Bejaia). Un réseau de desserte permet de rejoindre plusieurs villes et régions du pays : Plusieurs navettes permettent de relier chaque jour la ville de Bejaia (Vgaieth). La capitale Alger, et accessoirement Akbou, Bouira, Boumerdès sont desservies quotidiennement par plusieurs lignes. Les dessertes entre Ait Mouhli et le chef-lieu de wilaya, Sétif, sont assurées quotidiennement par quatre lignes de transport. Cinq lignes de transport desservent les localités avoisinantes du chef lieu de la commune.

## Économie

### Agriculture
Les activités agricoles principales de cette région sont l'élevage (ovins, poulet de chaire, caprins et quelques bovins), l'agriculture vivrière (culture du figuier, de l'olivier, arbres fruitiers, maraîchage, apiculture ainsi que le commerce.

## Équipements et infrastructures
L'électrification ainsi que le gaz de ville atteint un taux de desserte de 90 %. pour ce qui est des infrastructures le chef lieu est doté d'une salle de soins. d'une pharmacie et un hôpital en cours de construction.

## Sources
1. ↑  vol.  169/2012, Alger, Office national des statistiques, coll. « Collections statistiques », 2012, p. 27.
2. ↑ «  » [archive]. Données du recensement général de la population et de l'habitat de 2008 sur le site de l'ONS.
3. ↑ «  » Journal officiel de la République algérienne démocratique et populaire, no 67, 19 décembre 1984, p. 1488.